# Бухтеевка
Бухте́евка — деревня в Зеленорощинском сельском поселении Ульяновском районе Ульяновской области.

## История
Рядом с селом Ивановкой, в верховьях речки Грязнушки, при Ключе, называемом «Богомольное озеро», расположена небольшая деревня Бухтеевка или Екатериновка. Когда это селение возникло, а также почему оно получило название Бухтеевки и Екатериновки — сведений не имеется. Известно только, что во время генерального межевания (1795 г.) этой деревни ещё не было, а при освобождении от крепостного права (1861 г.) она принадлежала владельцу деревни Грязнушки, кол. асс. Александру Николаевичу Анненкову, внуки которого в 1903 году имели здесь 225 десятин 1900 саж. земли, при небольшом хуторе. 
В 1859 году деревня Екатериновка (Бухтеевка) входила в состав 2-го стана Симбирского уезда Симбирской губернии. 
В 1864 году в д. Екатериновка (Бухтеевка) был 30 двор и крестьянское общество получило в надел, на 148 человек, 385 дес. 1200 саж. земли (13 дес. 1836 саж. усадебной и 371 дес. 1764 саж. пашни).
В 1903 году в этой деревне 42 двора и 299 человек (159 муж. и 140 жен.) жителей. За недостатком надельной земли, общество арендует всю землю, принадлежащую здесь Анненковым (225 дес. 1900 саж.), да у удельного ведомства снимает 190 десятин лугов и занимается исключительно хлебопашеством.
в 2005 году деревня вошла в состав Зеленорощинского сельского поселения (Ульяновская область).

## Население
| Год  | Число дворов | Число жителей | Примечания                                                                              |
| ---- | ------------ | ------------- | --------------------------------------------------------------------------------------- |
| 1859 | 30           | 148           | 78 муж. и 70 жен.                                                                       |
| 1900 | 41           | 328           | в дер. Екатериновке (Бухтеевка, при ключе, в 2 вер.; н. р.) в 41 двор. 177 м. и 151 ж.; |
| 2010 |              | 45            |                                                                                         |

## Факты
- Близ деревни Бухтеевки, на земле крестьян села Ключищ, находится курган, носящий название "Острый мар". На вершине кургана есть яма. Крестьянин села Ключищ Иван Захаров Мохов разсказывал, что близ этого кургана выпахал железное ядро с дырою до половины[6].